# Wewenoc
Wewenoc (Wawenoc, Ouanwinak, Sheepscot, Wawenock, Wawnock), pleme Algonquian Indijanaca iz saveza Abenaki, nastanjeno nekada u obalnom području Maine, u okruzima Sagadahoc, Lincoln i Knox. Teritorij Wewenoca bio je znatno manji od Penobscota, koji su im bili na sjeveru ili Maliseeta i Passamaquoddyja. 
Wewenoci su živjeli od ribolova i lova, sezonski migrirajući između lovačkih i ribarskih kampova. Kanu i toboggan bila su glavna prevozna i transportna sredstva. 1749. preseljeni su u Kanadu. 

## Vanjske poveznice
- Prehistoric Native American Trails in Davistown and the Norumbega Bioregion